# سیارک ۲۴۱۲۸
سیارک ۲۴۱۲۸ (به انگلیسی: 24128 Hipsman، نامگذاری:1999VU53) بیست و چهار هزار و صد و بیست و هشتمین سیارک کشف شده‌است که در ۴ نوامبر ۱۹۹۹ کشف شد.
قدر مطلق سیارک برابر ۱۱.۲ است.